# Alloclubionoides terdecimus
Alloclubionoides terdecimus är en spindelart som först beskrevs av Paik 1978.  Alloclubionoides terdecimus ingår i släktet Alloclubionoides och familjen mörkerspindlar. Inga underarter finns listade i Catalogue of Life.